# Speocirolana endeca
Speocirolana endeca is een pissebed uit de familie Cirolanidae. De wetenschappelijke naam van de soort is voor het eerst geldig gepubliceerd in 1982 door Thomas Elliot Bowman III.